# Neolecanium urichi
Neolecanium urichi är en insektsart som först beskrevs av Cockerell 1894.  Neolecanium urichi ingår i släktet Neolecanium och familjen skålsköldlöss. Inga underarter finns listade i Catalogue of Life.